# General Atomics MQ-20 Avenger
General Atomics Avenger (trước đây được biết đến với tên gọi Predator C) là một mẫu máy bay chiến đấu không người lái thử nghiệm được sản xuất bởi chi nhánh Hệ thống Hàng không thuộc tổng công ty General Atomics cho Quân đội Hoa Kỳ. Chuyến bay đầu tiên khởi hành vào ngày 4 tháng 4 năm 2009. Không giống như hai loại máy bay tiền nhiệm là MQ-1 Predator và MQ-9 Reaper (Predator B), Avenger sử dụng một động cơ phản lực và thiết kế tàng hình bao gồm khoang chứa vũ khí trong thân, một ống xả hình chữ S để giảm tín hiệu nhiệt và radar. Avenger có thể mang các loại vũ khí sử dụng bởi MQ-9 và đồng thời được trang bị thêm radar khẩu độ tổng hợp Lynx và một phiên bản hệ thống ngắm mục tiêu quang học của chiến đấu cơ F-35 Lightning II, gọi là hệ thống Ngắm mục tiêu Khó phát hiện Tối tân Tích hợp (Advanced Low-observable Embedded Reconnaissance Targeting - ALERT). Avenger sẽ sử dụng cùng trang thiết bị mặt đất như MQ-1 và MQ-9, bao gồm Trạm kiểm soát Mặt đất (Ground Control Station - GCS) và lưới liên lạc hiện có.

## Lịch sử hoạt động

### Thử nghiệm bay
Chuyến bay đầu tiên của một nguyên mẫu máy bay Avenger được thực hiện vào ngày 4 tháng 4 năm 2009 tại Cơ sở Hoạt động bay Gray Butte thuộc General Atomics tại thành phố Palmdale, bang California. Chiếc máy bay cất cánh và hạ cánh mà không có bất kỳ vấn đề nào, đồng thời cũng sẵn sàng bay trở lại sau khi được tiếp liệu. Các chuyến bay tiếp theo được thực hiện thành công vào ngày 13 - 14 tháng 4. Nguyên mẫu thứ hai Avenger bắt đầu chuyến bay đầu tiên vào ngày 12 tháng 1 năm 2012, hoàn thành tất cả các mục tiêu đề ra và từ đó thiết kế của nguyên mẫu thứ nhất được tinh luyện đến khả năng hoạt động chuẩn. Nguyên mẫu Tail 2 có thân dài hơn bốn feet để chứa tải trọng lớn hơn và nhiều nhiên liệu hơn. Mẫu Avenger lớn hơn này có khả năng mang tải trọng lên đến 3,500 pounds (1,600 kg) vũ khí bên trong và các giá treo lên cánh.
Ngày 15 tháng 2 năm 2012, Không Quân hủy bỏ chương trình MQ-X với mục tiêu tìm một loại máy bay mới để thay thế MQ-9 Reaper. Số tiền sẽ được đầu tư vào việc phát triển các công nghệ để phân tích dữ liệu đã được tạo ra bởi các UAV đang hoạt động và nâng cấp phi đội Reapers. Phiên bản Sea Avenger là một phần của chương trình Hệ thống Hàng không Giám sát và Tấn công Phi người lái Hoạt động từ Tàu sân bay (Unmanned Carrier-Launched Airborne Surveillance and Strike system - UCLASS). Nếu nó được chọn bởi Hải Quân, Không Quân cũng có thể quyết định đặt mua phiên bản mặt đất của Avenger.
Ngày 5 tháng 11 năm 2012, Avenger bay liên tục ba giờ trong khi đang được điều khiển bởi Buồng lái Mô phỏng / Trạm Điều khiển Mặt đất Tối tân (Advanced Cockpit Ground Control Station - GCS) phát triển bởi General Atomics. Buồn lái Mô phỏng GCS được trang bị một màn hình vòng và bản đồ mô phỏng đa chiều để tăng khả năng kiểm soát tình huống và giảm khối lượng công việc cho phi công. Buồng lái Mô phỏng GCS đã từng điều khiển một chiếc MQ-1 Predator và hiện đang sắp được điều khiển một chiếc MQ-9 Reaper để thực hiện một dự án của Không Quân cho phép khả năng tương tác cao nhất có thể đối với tất cả các Máy bay Không người lái của Không Quân.
Tháng 7, 2013, chiếc Avenger thứ ba được lên kế hoạch thử nghiệm. Quá trình sản xuất chiếc Avenger thứ tư được dự kiến sẽ hoàn thành vào mùa xuân 2014.
Các triển khai tiềm năng
Tháng 12, 2011, được biết rằng Không Quân đã đặt hàng một chiếc Avenger và sẽ được gửi đến Afghanistan. "Phi cơ này sẽ đóng vai trò làm tài sản thử nghiệm và có thể tăng cường khả năng chiến đấu của Không Quân vì khả năng mang tải trọng vũ khí và cảm biến lớn cùng với khả năng bay đến mục tiêu nhanh hơn người tiền nhiệm MQ-9 Reaper," Không Quân nói trong một tuyên bố. "Vì Avenger có một khoang chứa vũ khí trong thân và bốn giá treo trên mỗi cánh, nó cũng cho phép khả năng cơ động cao hơn và sẽ có thể mang theo bên mình hàng loạt các vũ khí và cảm biến thế hệ mới." Chiếc máy bay được đặt là phiên bản nguyên mẫu Tail 1. Tuyên bố này làm dấy lên tin đồn rằng phi cơ này sẽ được điều động để quan sát các nước láng giềng Iran và Pakistan. Những cáo buộc trên bắt đầu vì khả năng tàng hình của Avenger, trong khi đó không phận bên trên Afghanistan hoàn toàn không có tên lửa đất đối không dẫn đường bằng radar hay bất cứ vũ khí phòng không nào. Tuyên bố trên đồng thời cũng xảy ra hai tuần sau tai nạn máy bay không người lái RQ-170 của Hoa Kỳ trên đất Iran. Không Quân trả lời bằng cách làm rõ rằng đơn đặt hàng được gửi đến General Atomics vào tháng 7 năm đó, tức là trước vụ tai nạn. Dù vậy, Không Quân sau này cũng nói tiếp rằng chiếc Avenger được đặt mua đóng vai trò là tài sản thử nghiệm và nó sẽ không được gửi đến Afghanistan. Hai thông tin trái ngược nhau trong đơn đặt hàng được biết đã gây nên sự hiểu lầm. Sau khi thử nghiệm, Không Quân quyết định rằng phiên bản Avenger mà họ đang khảo sát chỉ có một chút tiến bộ so với MQ-9 trong các khu vực về tốc độ, tải trọng và khả năng giảm xạ tín hiệu, và không hoàn chỉnh được yêu cầu về khả năng sống sót và tin cậy để có thể sống sót trong khu vực tranh chấp để bảo đảm được khả năng của chiếc máy bay sắp được mua.
Cùng với đợt rút quân khỏi Afghanistan trong chiến tranh, Hoa Kỳ có thể sẽ mất một vài Căn cứ Không Quân cần thiết bên trong nước này để có thể đánh các mục tiêu tại nước láng giềng Pakistan. Kế hoạch của Hoa Kỳ chó biết họ sẽ dời các phi đội không người lái về các nước khác tại Trung Á để giảm số lượng quân nhân cần thiết để bảo vệ các căn cứ tại Afghanistan. Bởi vì khoảng cách khá xa từ căn cứ đến mục tiêu, General Atomics đã chào bán Cục Tình báo Trung ương Hoa Kỳ (CIA) máy bay của họ phù hợp với yêu cầu của nhiệm vụ. Chiếc Avenger bay bằng động cơ phản lực có khả năng bay 1,800 dặm (2,900 km) từ căn cứ và có thể ở trên không 18 giờ.

### Xuất khẩu
Genearl Atomics vừa chào bán máy bay Predator C Avenger cho Canada dưới vị trí là ứng cử viên trong dự án máy bay không người lái vũ trang Hệ thống Giám sát và Dò mục tiêu Phối hợp (Joint Unmanned Surveillance and Target Acquisition System - JUSTAS).

## Biến thể

### Sea Avenger
Ngày 3 tháng 5 năm 2010, công ty con Hệ thống Hàng không General Atomics (GA-ASI) giới thiệu Sea Avenger, một biến thể hoạt động từ tàu sân bay của máy bay không người lái Predator C Avenger, dự tính sẽ thỏa mãn yêu cầu của Hải Quân Hoa Kỳ trong chương trình Hệ thống Hàng không Giám sát và Tấn công Phi người lái Hoạt động từ Tàu sân bay (UCLASS). Công ty chính thức chào bán Sea Avenger cho Bộ Chỉ huy Hệ thống Không lực Hải Quân vào ngày 30 tháng 4 năm 2010.
Sea Avenger bao gồm một cảm biến quang học / hồng ngoại có thể thu vào, khoang chứa vũ khí trong thân và cánh gập. Cấu trúc của phi cơ được thiết kế với sự cơ động để có khả năng chứa càng đáp đủ mạnh để hạ cánh trên tàu sân bay, đuôi móc và các thiết bị khác cho các hoạt động trên tàu sân bay.
Ngày 15 tháng 2 năm 2011, General Atomics tuyên bố họ đã hoàn thành một thử nghiệm quan trọng với một mô hình máy bay Sea Avenger trong một đường hầm gió. Mục tiêu của thử nghiệm để xác nhận đặc điểm vận tốc thấp của loại cánh được nâng cấp khi hạ cánh, phóng và hành trình. Thiết kế nâng cao này sử dụng một công nghệ cánh độc quyền cho phép khả năng bay vận tốc cao, trong khi cùng lúc đó hỗ trợ khả năng bay vận tốc thấp xuất sắc cho việc hạ cánh trên tàu sân bay. Thử nghiệm kéo dài 90 phút, được tiến hành trong vòng tám ngày và được hoàn thành sớm hơn kế hoạch. Thử nghiệm trong đường hầm gió xác nhận tính chất tốc độ thấp của loại cánh mới, với kết quả là máy bay có khả năng chịu đựng trên không cao hơn và tốc độ hạ cánh thấp hơn. Loại cánh mới cũng giúp tăng vận tốc tối đa, làm giảm thời gian máy bay trả lời một mối nguy tiềm năng.
Ngày 14 tháng 8 năm 2013, General Atomics nhận được hợp đồng trị giá 15 triệu USD để phát triển khung máy bay mới cho ứng cử viên UCLASS của họ. Hợp đồng với cùng số tiền cũng đều được gửi đến Boeing, Lockheed Martin và Northrop Grumman cho các thiết kế của họ. Một cuộc thi để chọn thiết kế khung máy bay cuối cùng được kỳ vọng bắt đầu vào tháng 1 năm 2014 nhưng đã bị hoãn lại cho đến một khoảng thời gian nào đó vào năm 2016.
Tháng 4, 2014, General Atomics cho triển lãm các hình ảnh của Sea Avenger tại Triển lãm Hàng hải, Hàng không và Không gian của Liên đoàn Hải Quân. Khi yêu cầu của chương trình UCLASS được chuyển từ một máy bay tấn công tối tân từ một cỗ máy Tình báo, Giám sát và Trinh sát (Intelligence, Surveillance and Reconnaissance - ISR) hoạt động trong khu vực cho phép, Sea Avenger được thay đổi để phù hợp với yêu cầu. Sea Avenger mới có bốn giá treo ngoài và một khoang vũ khí nhỏ, một ống dẫn nhiên liệu trên cánh để đóng vai trò làm máy bay tiếp liệu và có thân và động cơ lớn hơn. Nếu Hải Quân ủng hộ một chiếc máy bay không người lái tối ưu hóa về các phi vụ ISR trên lãnh thổ cho phép mà không phải tàng hình băng thông rộng, Sea Avenger có thể là kẻ đứng đầu vì ý định ban đầu khi phát triển máy bay là giảm xạ tín hiệu để nó "vô hình" hơn các máy bay còn lại. Tàng hình băng thông rộng rất hiệu quả chống lại các radar tần số thấp như VHF (Tần số siêu cao - Very High Frequency) và UHF (Tần số cực cao - Ultra High Frequency) và thường được áp dụng trong thiết kế cánh bay. Khả năng tàng hình của Sea Avenger dường như khá hạn chế với các tần số cao hơn như C, X và Ku. General Atomics và Boeing đang chào bán thiết kế cánh-thân-đuôi cho UCLASS tối ưu hóa trong các môi trường nguy hiểm tầm trung, với Lockheed và Northrop Grumman chuyển hướng sang thiết kế cánh bay chuyên về tàng hình băng thông rộng.

## Thông số kỹ thuật

### Avenger (Tail 1)
Dữ liệu từ 

#### Đặc điểm chung
- Phi hành đoàn: 2 (Trạm Điều khiển Mặt đất)
- Chiều dài: 41 ft (12 m)
- Sải cánh: 66 ft (20 m), góc xuôi 17o
- Động cơ: 1 x Động cơ phản lực Pratt & Whitney Canada PW545B, lực đẩy 3,991 lbf (17.75 kN)

### Hiệu suất
- Vận tốc tối đa: 460 mph, 741 km/h (400 kn)
- Sức chịu đựng: 20 giờ với nhiên liệu chuẩn
- Trần bay: Độ cao hoạt động 60,000 ft (18,288 m)

### Vũ trang
- Khoang vũ khí trong thân, tải trọng tối đa 3,000 pounds (2900 kg). Có khả năng mang tên lửa không-đối-đất AGM-114 Hellfire, bom GBU-24 Paveway III, GBU-31 và Đầu đạn Tấn công Trực diện Phối hợp (Joint Direct Attack Munition - JDAM) GBU-38.

### Hệ thống bay
- Radar khẩu độ tổng hợp Lynx
- Cảm biến Giám sát Diện rộng Mảng pha điện tử chủ động  (AESA - Active Electronically Scanned Array)

### Avenger (Tail 2)
Dữ liệu từ 

#### Đặc điểm chung
- Phi hành đoàn: 2 (Trạm Điều khiển Mặt đất)
- Chiều dài: 44 ft (13 m)
- Sải cánh: 66 ft (20 m), góc xuôi 17o
- Trọng lượng cất cánh tối đa: 18,200 lb (8,255 kg)
- Năng suất chứa nhiên liệu: 7,900 pounds (3,600 kg)
- Động cơ: 1 x Động cơ phản lực Pratt & Whitney Canada PW545B, lực đẩy 3,991 lbf (17.75 kN)

#### Hiệu suất
- Vận tốc tối đa: 460 mph (740 km/h; 400 kn)
- Vận tốc hành trình: 402 mph (349 kn; 647 km/h)
- Sức chịu đựng: 18 giờ
- Trần bay: 50,000 ft (15,240 m)

#### Vũ khí
Khoang vũ khí trong thân với tải trọng tối đa 3,500 pounds (1,600 kg). 6 giá treo vũ khí ngoài. Tổng tải trọng tối đa 6,500 pounds (2,900 kg).
- Tên lửa không-đối-đất AGM-114P Hellfire
- GBU-39 SDB - bom 250 pounds
- GBU-12 Paveway II, GBU-38 JDAM - bom 500 pounds
- GBU-16 Paveway II, GBU-32 JDAM - bom 1000 pounds
- GBU-31 JDAM - bom 2000 pounds.

#### Hệ thống bay
- Radar khẩu độ tổng hợp Lynx
- Cảm biến Giám sát Diện rộng Mảng pha điện tử chủ động  (AESA - Active Electronically Scanned Array)

###### Các máy bay liên quan
- MQ-1 Predator
- MQ-1C Gray Eagle
- MQ-9 Reaper